# Арменски Тавър
Арменски Тавър или Източен Тавър са планини в Южна Турция, разположени югоизточно от Анадолското плато и южно от Арменската планинска земя, като в някои източници и според повечето географи са източно продължение на планинската верига Тавър. Простират се от запад на изток на протежение над 600 km, между долината на река Джейхан на запад и езерото Ван на изток. От запад на изток включват хребетите: Ахър (вр. Милджан 2403 m), Енгизек (2822 m), Нурухак (Нурхак, 3090 m), Малатия (2639 m), Ергани (вр. Шаръекшан 2561 m), Битлис (вр. Мелето 2967 m) и Хачреш (вр. Куртик 2685 m). Изградени са от метаморфни вулканити и седиментни скали (варовици, пясъчници). На три места са прорязани от дълбоките каньони на реките Ефрат и десният ѝ приток Гьоксу и Тигър. От планинската верига водят началото си река Тигър (извира от северния склон на хребета Ергани) и притоците ѝ Фуртакшо, Бьорклинзюлкаркейн, Анбар, Памук, Батман, Гарзан и др., притоците на Ефрат – Шейхан, Кяхта, Гьоксу и др. и левите притоци на Джейхан – Сьогютлюдере, Аксу и др. Северните сухи склонове в ниския пояс са заети от полупустини, нагоре следват степи, а по южните, по-влажни склонове в ниския пояс са развити маквисови гори, нагоре – дъбови паркови гори, шамфъстъкови и хвойнови горички, планински степи и алпийски пасища.